# سوق مستدام
يمكن تعريف الأسواق المستدامة (بالإنجليزية: Sustainable markets)‏، بأنها تلك التي تسهم في تعزيز سبل المعيشة والبيئات الأكثر استدامة. تركز هذه الأسواق على النتائج الاجتماعية والبيئية والاقتصادية. وتهدف الأسواق المستدامة إلى عكس التكاليف الحقيقية (أو العوامل الخارجية) لتدهور الموارد الطبيعية، والتلوث البيئي، وتعزيز ممارسات العمالة العادلة والآمنة.
من الناحية المثالية، هو سوق قادر على العمل بشكل مستمر، تلبي الاحتياجات الاقتصادية والبيئية، والاجتماعية اليوم، دون المساس بحق الأجيال القادمة في استخدام السوق لتلبية احتياجاتهم الخاصة.